# Communauté de communes du Pays de Marcillat-en-Combraille
La communauté de communes du Pays de Marcillat-en-Combraille est une ancienne communauté de communes française, située dans le département de l'Allier et du Puy-de-Dôme en région Auvergne-Rhône-Alpes.

## Historique
Le schéma départemental de coopération intercommunale de l'Allier prévoyait en 2011 la disparition de la structure intercommunale du fait d'une population inférieure à 5 000 habitants fixée par la loi du 16 décembre 2010. Elle est finalement maintenue en l'état à condition que Virlet, commune du département voisin du Puy-de-Dôme reste rattachée à la communauté de communes.
Celui de 2015 impose le remaniement de toutes les structures intercommunales du département. La communauté de communes du Pays de Marcillat-en-Combraille, n'atteignant pas le seuil de 15 000 habitants fixé par la loi no 2015-991 du 7 août 2015 portant nouvelle organisation territoriale de la République, a fusionné avec la communauté d'agglomération montluçonnaise pour former « Montluçon Communauté » (arrêté préfectoral du 5 décembre 2016). La commune de Virlet a, de son côté, rejoint la communauté de communes du Pays de Saint-Éloy.

## Territoire communautaire

### Géographie
La communauté de communes du Pays de Marcillat-en-Combraille est située à l'ouest du département de l'Allier.
Avant réforme des structures intercommunales, elle jouxte la communauté d'agglomération montluçonnaise au nord et quatre communautés de communes :
- dans l'Allier : Commentry - Néris-les-Bains au nord-est ;
- dans le Puy-de-Dôme : Pays de Saint-Éloy-les-Mines à l'est et Pionsat au sud ;
- dans la Creuse : Évaux-les-Bains - Chambon-sur-Voueize à l'ouest.

### Composition
Elle était composée des communes suivantes :
| Nom                             | Code Insee | Gentilé          | Superficie (km2) | Population (dernière pop. légale) | Densité (hab./km2) |
| ------------------------------- | ---------- | ---------------- | ---------------- | --------------------------------- | ------------------ |
| Marcillat-en-Combraille (siège) | 03161      | Marcillatois     | 35,21            | 895 (2014)                        | 25                 |
| Arpheuilles-Saint-Priest        | 03007      | Arpheuillais     | 20,02            | 353 (2014)                        | 18                 |
| Mazirat                         | 03167      | Maziratois       | 20,26            | 279 (2014)                        | 14                 |
| La Petite-Marche                | 03206      | Marchois         | 14,93            | 195 (2014)                        | 13                 |
| Ronnet                          | 03216      | Ronnetois        | 19,88            | 176 (2014)                        | 8,9                |
| Sainte-Thérence                 | 03261      | Saint-Thérençois | 13,14            | 198 (2014)                        | 15                 |
| Saint-Fargeol                   | 03231      | Saint-Fargeolais | 10,36            | 199 (2014)                        | 19                 |
| Saint-Genest                    | 03233      | Saint-Genestois  | 15,17            | 384 (2014)                        | 25                 |
| Saint-Marcel-en-Marcillat       | 03244      |                  | 10,55            | 149 (2014)                        | 14                 |
| Terjat                          | 03280      | Terjatois        | 17,74            | 217 (2014)                        | 12                 |
| Villebret                       | 03314      | Villebretois     | 15,34            | 1 326 (2014)                      | 86                 |
| Virlet                          | 63462      | Virletois        | 17,37            | 273 (2014)                        | 16                 |

### Démographie
| 1968  | 1975  | 1982  | 1990  | 1999  | 2008  | 2013  |
| ----- | ----- | ----- | ----- | ----- | ----- | ----- |
| 4 700 | 4 145 | 4 033 | 4 106 | 4 263 | 4 561 | 4 618 |

| Hommes | Classe d’âge | Femmes |
| ------ | ------------ | ------ |
| 0,3    | 90 ans ou +  | 0,6    |
| 7,7    | 75 à 89 ans  | 11,7   |
| 16,9   | 60 à 74 ans  | 17     |
| 24,7   | 45 à 59 ans  | 22,7   |
| 19     | 30 à 44 ans  | 19,6   |
| 11,6   | 15 à 29 ans  | 11,8   |
| 19,8   | 0 à 14 ans   | 16,7   |

| Hommes | Classe d’âge | Femmes |
| ------ | ------------ | ------ |
| 0,8    | 90 ans ou +  | 2,1    |
| 9,5    | 75 à 89 ans  | 13,9   |
| 18,6   | 60 à 74 ans  | 18,9   |
| 21,5   | 45 à 59 ans  | 20,4   |
| 17,6   | 30 à 44 ans  | 16,5   |
| 15,2   | 15 à 29 ans  | 13,3   |
| 16,8   | 0 à 14 ans   | 14,9   |

## Administration

### Siège
Le siège de la communauté de communes est situé à Marcillat-en-Combraille.

### Les élus
La communauté de communes est gérée par un conseil communautaire composé de 20 membres représentant chacune des communes membres et élus jusqu'à la disparition de la structure intercommunale.
Ils sont répartis comme suit :
| Nombre de délégués | Communes                |
| ------------------ | ----------------------- |
| 6                  | Villebret               |
| 4                  | Marcillat-en-Combraille |
| 1                  | Autres communes         |

### Présidence
Le conseil communautaire du 19 avril 2014 a élu son président, Christian Chito (maire de Marcillat-en-Combraille, conseiller départemental et vice-président du conseil départemental), et désigné ses quatre vice-présidents qui sont :
1. Philippe Glomot (maire de Villebret) chargé de l'économie ;
2. Lucette Gagniere (maire de Mazirat) chargée des affaires sociales ;
3. Paulette Charobert (maire de Saint-Fargeol) chargée du tourisme ;
4. Patrick Maire (maire de Saint-Genest).

### Compétences
L'intercommunalité exerce des compétences qui lui sont déléguées par les communes membres.
Compétences obligatoires :
- développement économique : création, aménagement, entretien et gestion de zones d'activités d'intérêt communautaire (zone du Champ Noyer à Villebret), actions (contrat d'intercommunalité avec le département) ;
- aménagement de l'espace : schéma de cohérence territoriale, organisation des transports urbains.

Autres compétences :
- production et distribution d'énergie ;
- environnement et cadre de vie : collecte des déchets ménagers et assimilés et des plastiques agricoles ;
- tourisme : gestion et développement de l'activité de la maison du tourisme sur la commune siège, mise en valeur touristique de la vallée du Haut Cher, réalisation de boucles de randonnée, mise en place de circuits cyclo-touristiques permanents ;
- logement et habitat : mise en place du programme local de l'habitat de l'agglomération montluçonnaise, politique du logement social et opération programmée d'amélioration de l'habitat ;
- développement et aménagement social et culturel : activités culturelles et socioculturelles (création et gestion d'un écomusée) ;
- sanitaires et social : action sociale ;
- préfiguration et fonctionnement des Pays.

### Régime fiscal et budget
Fiscalité additionnelle.